# Don Duguid
Donald G. Duguid (ur. 25 stycznia 1935 w Winnipeg, Manitoba), kanadyjski curler.
Jest trzykrotnym mistrzem Kanady i dwukrotnym mistrzem świata. Don Duguid wygrał the Brier w 1965 jako wicekapitan w drużynie Terriego Braunsteina. W tym samym roku wystąpił na mistrzostwach świata. Po rundzie każdy z każdym drużyna kanadyjska zajmowała drugie miejsce. W fazie play-off Doguid spotkał się ze Szkocją (Chuck Hay), mecz wygrał wynikiem 8:4 i w finale Kanada rywalizowała ze Stanami Zjednoczonymi (Bud Somerville). Ostatni mecz wygrała drużyna amerykańska 9:6, Kanadyjczycy zdobyli srebrne medale.
W 1969 postanowił zakończyć karierę sportową. Kolegom z klubu udało się przekonać go do zastąpienia skipa Johna Huntera. Z nowymi zawodnikami wygrał mistrzostwa Manitoby i the Brier 1970. Na mistrzostwach świata powtórzył sukces z the Brier, w Round Robin nie przegrał żadnego spotkania, a w finale pokonał Szkotów (Bill Muirhead) 11:4.
Rok później ponownie triumfował w the Brier i zdominował rywalizację na mistrzostwach świata we Francji. W finale Kanadyjczycy zwyciężyli 9:5 nad Szkocją (James Sanderson). Po drugim czempionacie globu definitywnie zrezygnował z kariery sportowej.
Don Duguid został włączony w 1974 do Canadian Curling Hall of Fame i w 1991 do Canada’s Sports Hall of Fame. Został uhonorowany Orderem Manitoby.
Wraz z Donem Chevrierem prowadził w CBC program Curling Classic. Był komentatorem wielu wydarzeń curlingowych m.in. ZIO 1992 i 1998 dla CBC oraz dla stacji NBC podczas ZIO 2002 w Salt Lake City i ZIO 2006 w Turynie.
Donald Duguid jest ojcem byłego mistrza Manitoby w curlingu (1998) Dale’a Duguida oraz polityka Terry’ego Duguida.

## Drużyna
|           | Czwarty           | Trzeci      | Drugi          | Otwierający  |
| --------- | ----------------- | ----------- | -------------- | ------------ |
| 1969/1971 | Don Duguid        | Rod Hunter  | Jim Pettapiece | Bryan Wood   |
| 1964/1965 | Terry Braunstein  | Don Duguid  | Ron Braunstein | Ray Turnbull |
| 1956/1957 | Howie Wood Junior | Bill Sharpe | Don Duguid     | Lorne Duguid |